# Santhià
Santhià es una localidad y Ayuntamiento italiano de la provincia de Vercelli, región de Piamonte, con 9.071 habitantes.

## Historia
Villa del Ducado de Saboya, fue ocupada por Francia en 1536, entregada a España en 1559 fue devuelta al ducado en 1575.

## Evolución demográfica
| Gráfica de evolución demográfica de Santhià entre 1861 y 2001 |
|                                                               |
| Fuente ISTAT - elaboración gráfica de Wikipedia               |